# Allgemeines Deutsches Handelsgesetzbuch
Das Allgemeine Deutsche Handelsgesetzbuch (ADHGB) war das erste umfassend kodifizierte und weiträumig geltende Handelsgesetzbuch in Deutschland und Vorgängergesetz des heutigen deutschen Handelsgesetzbuches (HGB). „Allgemein“ war das Recht insoweit, als es inhaltsgleiches Recht der Einzelstaaten des Deutschen Bundes war.

## Geschichte

### Rechtliche Ausgangslage
Bis zur Einführung des ADHGB spiegelte das deutsche Handelsrecht die politische Zersplitterung Deutschlands wider.

#### Preußisches Allgemeines Landrecht
Für das preußische Staatsgebiet galt das Allgemeine Landrecht (ALR) von 1794.
Im Achten Titel waren die Vorschriften über die „Bürgerstände“ zu finden. Dieser umfasste neben den Regularien für Handwerker (§§ 179 bis 400), Künstler und Fabrikanten (§§ 401 bis 423) auch die für Kaufleute (§§ 475 bis 712).
Hier definierten §§ 475 bis 496 ALR die Kaufmannseigenschaft. §§ 497 bis 545 ALR betrafen „Faktoren und Disponenten“, wobei die Prokura in §§ 498 ff. ALR zu finden war.
§§ 546 bis 553 ALR äußerten sich zu Handlungsdienern und Lehrlingen, §§ 562 bis 613 ALR zu Handelsbüchern und §§ 614 bis 683 ALR zu Handlungsgesellschaften. Mit kaufmännischen Zinsen befassten sich §§ 684 bis 697 ALR, mit Provisionen §§ 698 bis 701 ALR und die §§ 702 bis 712 ALR mit Kaufmännischen Empfehlungen.

#### Code de commerce
In den linksrheinischen Gebieten und in Baden (als Annex zum Badischen Landrecht) galt der französische Code de commerce von 1807, der auf das objektive Handelsgeschäft abstellt, also gerade nicht auf Kaufmannsstatus des Handelnden.

#### Partikularrechte und Gemeines Recht
Sonst galten Partikularrechte oder subsidiär das Gemeine Recht.

### Entwurf von 1849
Vorarbeiten zum ADHGB gehen bis auf die Jahre 1848/49 zurück.
So sah schon die Paulskirchenverfassung vom 28. März 1849 in § 64 u. a. die Schaffung eines allgemeinen Gesetzbuchs über das Handelsrecht vor. Zuvor hatte bereits am 2. Dezember 1848 eine Kommission mit den Vorarbeiten begonnen. Im März 1849 wurde schließlich ein „Entwurf eines allgemeinen Handelsgesetzbuches für Deutschland“ vorgelegt. Nachdem der preußische König Friedrich Wilhelm IV. die ihm am 4. April 1849 angebotene Kaiserkrone zurückgewiesen hatte, war das Verfassungsvorhaben gescheitert. Noch im selben Jahr löste sich die Kommission auf.

### Das ADHGB

#### Die Nürnberger HGB-Kommission
Auf Vorschlag des Königreichs Bayern richtete die Bundesversammlung des Deutschen Bundes am 21. Februar 1856 eine Kommission zur Erarbeitung eines Handelsgesetzbuches ein. König Maximilian II. Joseph von Bayern soll dieses Vorhaben persönlich angeregt haben. Der preußische Bundestagsgesandte Otto von Bismarck stimmte dabei entgegen den Anweisungen des preußischen Ministerpräsidenten Otto Theodor von Manteuffel nicht gegen den bayerischen Antrag. Auch wurde auf Bismarcks Vorschlag hin nicht etwa Frankfurt am Main, Sitz des Bundestags, sondern die alte Handelsstadt Nürnberg als Tagungsort gewählt. Im Umfeld der Nürnberger Börse waren dort bereits im 16. Jahrhundert erste Handelsgesetze erlassen worden. So sollte die Arbeitsgruppe als Nürnberger HGB-Kommission in die Geschichte eingehen.
Die Kommission tagte ab Januar 1857 unter Leitung des bayerischen Justizministers Friedrich von Ringelmann. Zur Kommission gehörten auch zahlreiche Kaufleute. Die deutsche Kaufmannschaft und Rechtswissenschaftler sprachen sich dabei gegen den vorindustriell geprägten und somit von den Umständen überholten Code de commerce als Vorlage für das ADHGB aus.
Als Arbeitsgrundlage machte ein preußischer Entwurf das Rennen.

#### Beschluss über das ADHGB

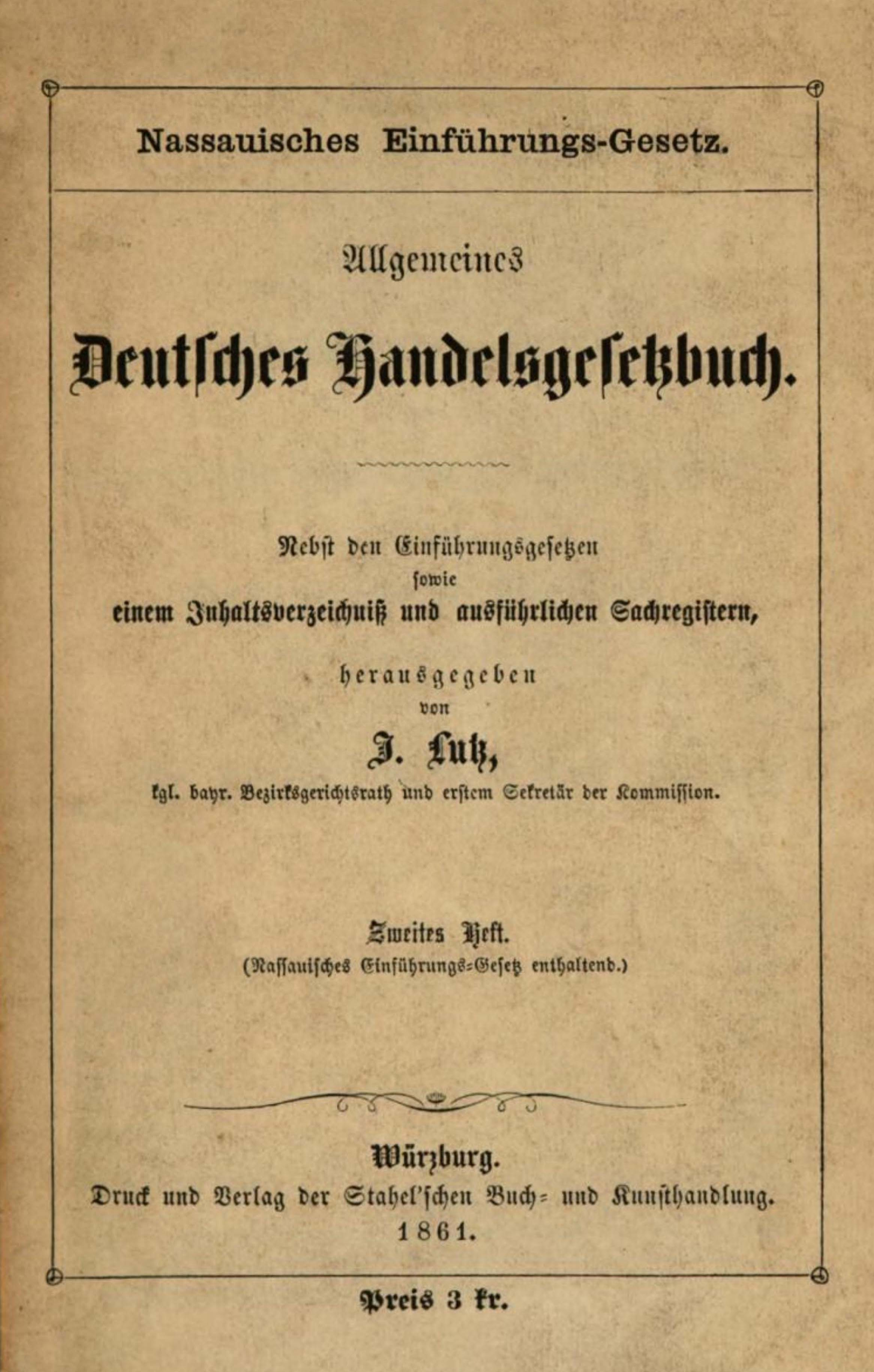
Allgemeines Deutsches Handelsgesetzbuch (ADHGB) mit dem Einführungsgesetz für Nassau 1861

Am 31. Mai 1861 wurde der „Nürnberger Entwurf“ eines Allgemeinen Deutschen Handelsgesetzbuches (ADHGB) von der Bundesversammlung des Deutschen Bundes per Beschluss zur Einführung in den Einzelstaaten empfohlen. Es galt ab 1861 in den Staaten des Deutschen Bundes als inhaltsgleiches Recht. Einige Bundesstaaten, wie die Freie Stadt Hamburg, erklärten das ADHGB sogar für Rechtsgeschäfte ohne kaufmännische Beteiligung für anwendbar.

### Entwicklung nach 1866
Der Deutsche Bund wurde am 23. August 1866 in Augsburg aufgelöst. Das ADHGB bestand in den ehemaligen Bundesstaaten fort.

#### Deutschland

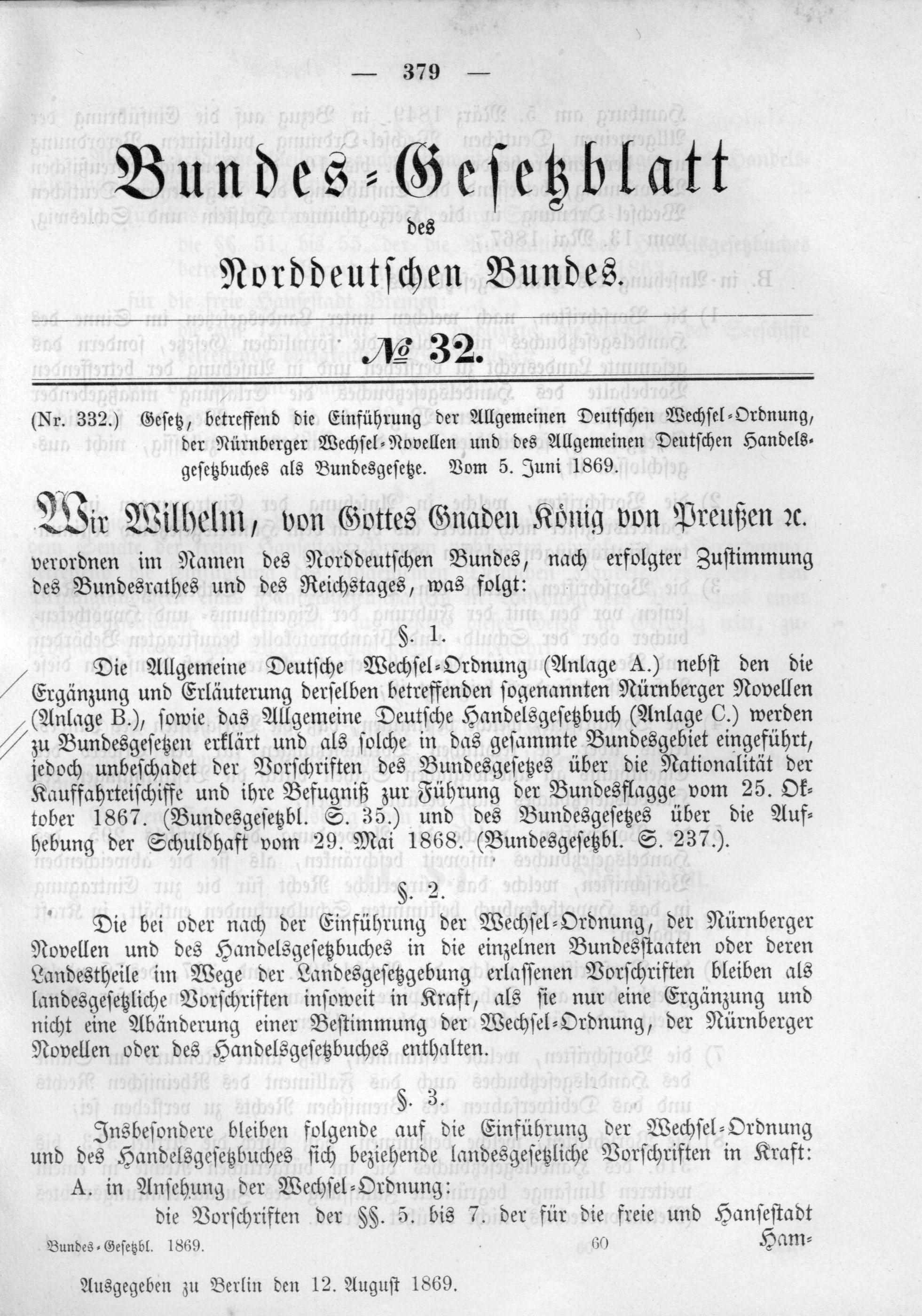
Verkündung des ADHGB im Bundesgesetzblatt des Norddeutschen Bundes (5. Juni 1869)

Der Norddeutsche Bund übernahm das ADHGB am 5. Juni 1869 durch Bundesgesetz. Das ADHGB blieb auch im Deutschen Kaiserreich gemäß Reichsgesetz vom 16. April 1871 in Kraft. Das oberste Gericht für die Auslegung des ADHGB war von 1869 bis 1879 das Reichsoberhandelsgericht (ROHG, bis 1871 Bundesoberhandelsgericht), das später im Reichsgericht aufging.
Das ADHGB wurde im Deutschen Kaiserreich durch das am 10. Mai 1897 erlassene Handelsgesetzbuch (HGB) ersetzt, das zusammen mit dem Bürgerlichen Gesetzbuch (BGB) am 1. Januar 1900 in Kraft trat.

#### Österreich
Das ADHGB wurde als „Allgemeines Handelsgesetzbuch“ (AHGB) 1863 im Kaisertum Österreich eingeführt (öRGBl 1/1863). Nach dem Anschluss Österreichs an das Deutsche Reich 1938 wurde es sukzessive durch das HGB abgelöst.

#### Liechtenstein
Das Allgemeine Deutsche Handelsgesetzbuch (ADHGB) wurde per Gesetz vom 16. September 1865 im Fürstentum Liechtenstein übernommen. Es ist unter dieser Bezeichnung auch heute noch in Geltung.
Große Teile wurden allerdings durch das am 19. Februar 1926 in Kraft getretene Personen- und Gesellschaftsrecht (PGR) ersetzt. Das ADHGB hat noch praktische Bedeutung für die Bereiche Prokuristen, Handlungsbevollmächtigte, Handelsmäkler und Handelsgeschäfte.

## Inhalt
Nach seiner Grundkonzeption folgt das ADHGB eher dem von Levin Goldschmidt vertretenem objektiven System, das den Kaufmann objektiv anhand gesetzlich normierter Handelsgeschäfte bestimmte. Der standesrechtlichen Orientierung nach Johann Heinrich Thöl wurde somit eine Absage erteilt.

## Rezeption
Mangels eines „Allgemeinen Deutschen Bürgerlichen Gesetzbuchs“ enthielt das ADHGB auch allgemeine Regelungen zu Stellvertretung (Art. 52–56 ADHGB), Vertragsschluss (Art. 317–323 ADHGB), Erfüllung (Art. 324–336 ADHGB) und Kaufverträgen (Art. 337–359 ADHGB), die eine „richtungweisende Vorlage“ für das spätere BGB darstellen sollten.

## Bewertung und Kritik
Für Levin Goldschmidt war das ADHGB das „gründlichste und beste unter den vorhandenen Europäischen Handelsgesetzbüchern“.